# アブドゥッラティーフ (ヤルカンド・ハン国)
アブドゥッラティーフ（Abudallah al-Ratikh、生年不詳 - 1670年）は、今の中国西北部新疆ウイグル自治区にあったヤルカンド・ハン国の第11代ハン。

## 概要
ヨルバルスの子供で、アブドゥッラーの孫。カシュガルの総督だった。ヨルバルスがジュンガルのセンゲの手の者に殺されると、アブドゥッラティーフが白山党に担ぎ出されて即位した。白山党と対立する黒山党はアブドゥッラティーフの叔父のイスマーイールを支持し、アブドゥッラティーフは白山党と一緒にカシュガルから逃げた。1670年、イスマーイールの手の者に兄弟と一緒に殺された。